# Thérèse
Thérèse és una òpera (drama musical) en dos actes amb música de Jules Massenet i llibret en francès de Jules Claretie. Es va estrenar a l'Òpera de Montecarlo el 7 de febrer de 1907.

## Personatges
| Personatge                   | Tessitura                | Repartiment de l'estrena a Montecarlo (7 de febrer de 1907) Director: Léon Jehin |
| ---------------------------- | ------------------------ | -------------------------------------------------------------------------------- |
| Thérèse Thorel               | mezzosoprano o contralto | Lucy Arbell                                                                      |
| André Thorel, el seu marit   | baríton                  | Hector Dufranne                                                                  |
| El marquès Armand de Clerval | tenor                    | Édouard Clément                                                                  |
| Morel, porter                | baix                     | Chalmin                                                                          |
| Un oficial                   |                          | Gluck                                                                            |

## Àries destacades
- Acte 2 - Thérèse: Jour de juin, jour d'été